# REAL (一風堂のアルバム)
『REAL』（リアル）は、日本のロックバンドである一風堂の2枚目のオリジナル・アルバム。
1980年9月21日にEPIC・ソニーレコードからリリースされた。前作『NORMAL』（1980年）よりおよそ半年振りとなる作品であり、作詞・作曲およびプロデュースはすべて土屋昌巳が担当している。
レコーディングはドイツのベルリンにて行われ、一風堂としては唯一の日本国外レコーディング作品となった。コンセプトはデヴィッド・ボウイが使用したスタジオでラ・デュッセルドルフのような音楽を制作することであり、ジャーマン・ロックやレゲエ、ダブ、ロカビリーなど多種多様なジャンルの音楽を取り入れている。
アルバムと同時にシングル「ミステリアス・ナイト」がリリースされている。

## 背景
前作『NORMAL』（1980年）リリース後、一風堂は単独ライブの他にイベントライブなどにも積極的に出演し精力的な活動を行っていくようになる。4月20日に日比谷野外音楽堂で開催されたイベントライブ「ストリートを吹き抜ける ハリケーンは好きかい?」ではRCサクセションやシーナ&ザ・ロケッツ、アナーキーなどと共演、5月15日に高田馬場BIG BOXにて開催されたイベントライブ「QRセイコー・ジョイント・ライブ」ではRCサクセションやアナーキーの他にヒカシューと共演、5月25日に開催されたイベントライブ「POP COLLECTION」ではプラスチックスやLIZARD、P-MODEL、アナーキーと共演した。同時期に音楽誌『Player』1980年6月15日号にて土屋と音楽ユニットであるMのロビン・スコットの対談が掲載された。日比谷野外音楽堂公演ではアナーキーのメンバーが一風堂の楽屋を訪れ、ファンであると述べた上でサインを求めることもあったと当時のマネージャーは述べている。
7月2日には本作のレコーディングのためメンバーはベルリンへと向かい、7月23日に帰国。レコーディングの模様は週刊誌『週刊プレイボーイ』8月26日号に「東西の“壁”で日本人ミュージシャンに遭遇し西ドイツの音楽事情にめざめた!!」と題した特集記事として掲載された。8月28日からは全国を巡る短期のライブツアー「メタル・ポップ・レヴュー」が行われた。9月4日には映画『天平の甍』（1980年）の懸賞論文に土屋が入選し、中国へ渡ることとなった。また、『Player』1980年10月15日号においてトシ矢嶋によるベルリンレコーディングのレポートと土屋へのインタビューが5ページ分掲載された。

## 録音
本作のレコーディングは1980年7月にドイツのベルリンにて行われた。メンバーは7月2日の11時40分に成田国際空港から出発。ベルリンを選定した理由として、土屋は音楽誌『rockin'on』1980年12月号において、東京では雑多な情報が入ってくることや様々なレコードを聴いてしまうことで作業が散漫になってしまう可能性があったため、孤立した状態で作品を制作する意図があったと述べている。またその他の理由として、デヴィッド・ボウイやイギー・ポップへの憧憬があったとも述べており、ボウイのアルバム『ヒーローズ』（1977年）やイギーのアルバム『イディオット』（1977年）のレコーディングにブライアン・イーノやロバート・フリップが参加していたことも影響したと述べている。土屋は東西に分かれていたドイツの緊張した時代感覚は有していたが、同地を選定した理由はボウイが使用したスタジオでレコーディングを行いたいというミーハーな理由であったとも告白している。
同地のスタッフは初めに「どういう音にしたいのか?」をメンバーに問いかけ、エコーや音色を始めに決定してから作業に取り掛かるなど論理的な段取りを行っており、そのようなレコーディングは初めての経験であったと土屋は述べている。録音した音を加工するのではなく、最初から構築的に録音を行う方法を土屋はヨーロッパ的であるとも述べている。メンバーが使用したスタジオは体育館のように広い空間で、指揮者であるヘルベルト・フォン・カラヤンがベルリン・フィルハーモニー管弦楽団の指揮を行いレコーディングしていた場所であり、ボウイの『ロウ』（1977年）や『ヒーローズ』がレコーディングされた場所でもあったという。元々ルームエコーが強く掛かる場所であり、さらに土屋はギターアンプをスタジオの外に出してレコーディングしたため特殊な音になっていると述べている。「ジャーマン・ロード」ではヴォコーダーを使用しているが、見岳章によれば現地のスタジオにあったものを拝借しており、ヴォコーダーにミニモーグを接続することで発音がはっきりと聴こえるようになったため土屋も後に絶賛していたという。藤井章司はベルリンでのレコーディングによって音響に対する考え方を学んだと述べたほか、日本と異なる気候のために非常に乾いた音が自然に録音できると述べている。
当時の土屋はドイツの音楽グループであるラ・デュッセルドルフやハルモニアに傾倒していたが、現地のスタジオスタッフは誰もその存在を知らず、土屋が頻繁にクラウス・ディンガーやノイ! の話題を振っていたところ現地スタッフから「もう、そういうのは忘れろ」と言われた上にサンタナのアルバム『キャラバンサライ』（1972年）を聴かされたという。また、土屋はディンガーと会うことを望んでいたが、ディンガーはアンダーグラウンドな存在のために結局会うことができなかったと述べている。現地には通訳が同行しておらず、藤井とスタッフがともに片言の英語で現地スタッフと交渉を行った。藤井は現地エンジニアが音作りの細かい部分までテクニシャンとして作業する形であったと述べ、ヨーロッパ的でありクラシック音楽のような感性でロックのレコーディングを行うというイメージであったと述べている。その他、一風堂がスタジオを使用した1週間程度後に加藤和彦がイエロー・マジック・オーケストラのメンバーとともにアルバム『うたかたのオペラ』（1980年）のレコーディングのために同地を訪れていたが、一風堂メンバーは加藤一行が来ることを知った上でスタジオ付近にあるレストランのドイツ語のメニューに虚偽の日本語訳をいたずら書きし、ベルリンの退廃をテーマとしたアルバム制作を企図していた加藤は日本人として初めての同スタジオでのレコーディングを一風堂に奪われた上に、メニューにいたずら書きをされていたことを悔しがっていたと土屋は述べている。藤井はいたずら書きを行ったのは自身であると述べており、店側が書いたかのように丁寧に書き添えを行い、辛い料理に「甘い」と書くなどしたと述べている。後に高橋幸宏に会った際に「本当に大変だったんだから。お腹こわした人もいたんだよ」と笑いながら注意されたとも述べている。

## 音楽性とコンセプト
本作のコンセプトに関して土屋は、ラ・デュッセルドルフに傾倒していたため「ボウイがやったスタジオでデュッセルドルフをやれればいいな」という考えであったと述べている。歌詞は時代の危機意識とペシミスティックな内容で構成されており、土屋は自身が鬱になっていたのではないかと述べている。本作にはパンク・ロックの影響も反映されているが、土屋はロンドンパンクではなくテレヴィジョンなどのニューヨークパンクからの影響の方が強いと述べている。また、本作は前作と同様にジャーマン・ロックやレゲエ、ダブ、ロカビリーなどの多種多様なジャンルが盛り込まれており、土屋はそれが自身にとってのニュー・ウェイヴの解釈であり、それまでは他人名義のセッションやバックバンドとしての活動のみであったことから、「いろいろ溜まっていたものを吐き出したかった」との思いであったと述べている。その他、1970年代前半からりりィや大橋純子のバックミュージシャンとして好き勝手に実験ができたことが幸いであったと述べ、1970年代中盤からのフュージョン偏重の流れを忌避した上にパンク・ロックの素朴さやクラフトワークの単音の魅力に触れた結果、それまでのテクニックをすべて放棄したとも土屋は述べている。
本作の戦略に関して土屋は、「僕らはこういうことをやっちゃう、ちょっとヘンな奴なんだよ」という部分を明確にしたことであると述べている。前作の方がポップな内容であったと土屋も認めており、オリジナル・アルバムの中で最も売り上げが高かったのも前作であったことから、レコード会社や事務所としては前作の路線で活動して欲しかったのではないかと土屋は述べている。当時の土屋はレゲエ・ミュージシャンであるデニス・ボーヴェルがプロデュースしたスリッツやポップ・グループなどを愛聴しており、その結果ダブを導入することとなったが思った通りの音にはならなかったという。当時は音の出し方が分からず試行錯誤していたため、実際にはダブの音にならず全く別のユニークな音になったことから、周囲から「あれどうやって録ったんだ?」と質問されることもあったと土屋は述べている。土屋は本作の中で最も気に入っている曲として「ジャーマン・ロード」を挙げており、それ以外の曲とは全く異なる達成感があったと述べている。また、土屋はインタビュアーから同曲がクラフトワークのパロディであると問われた際に、クラフトワークだけでなくラ・デュッセルドルフやノイ! なども同様の音楽を制作していたとして、「メジャー・コードで展開していく曲調。あれは一種のジャーマン・ロックの様式のようなものですね」と述べている。
前作に引き続き序章や終章が存在するなど、コンセプト・アルバムのような構成になっていることをボウイからの影響であるかと問われた土屋はこれを否定し、アルバムという媒体がそもそもコンセプトありきで制作するものであるという考え方であったと述べ、ジミ・ヘンドリックスやピンク・フロイドなどの作品に対して音楽評論家が勝手にコンセプト・アルバムと名付けた流れがあると述べている。また、土屋はアナログ・レコード時代にはA面/B面という概念が存在したことから章立てで物語を制作しやすい環境であったものの、CDの登場により曲順を自由に変更できるようになったためかつてのようなドラマ感は失われたと主張している。その他、CDの存在に対する抗議として、アメリカ合衆国のミュージシャンであるプリンスが頭出しのインデックスを入れずトラック分けされていない作品としてリリースしたアルバム『ラブセクシー』（1988年）を発表したことに対して、土屋は「あれは拍手喝采ですね」と述べた上でCDの普及により音楽家よりも技術屋が上位の存在になったことに触れ、「ワケがわからない曲がいっぱい入ってる、ロックのアルバムではあり得ない構成というのを、僕らは堂々と主張できた」と述べたほか、一風堂として活動していた時期には自身が芸術家でいられたという発言をしている。

## リリース、プロモーション
本作は1980年9月21日にEPIC・ソニーレコードからLPにてリリースされた。LPの帯に記載されたキャッチフレーズは「ドラマティック・メタル・ロマン — 一風堂」であった。レコード・ジャケットには土屋がドイツで購入した絵葉書が使用されており、土屋はこの絵葉書について「まさに20年代って感じの写真」と述べている。同年10月10日放送のテレビ神奈川の音楽番組『ファイティング 80's』において、9月23日に行われた蒲田の電子工学院での公演から「ジャーマン・ロード」「ミステリアス・ナイト」「HELPLESS SOLDIER」「NEU!」の4曲の映像が使用された。また、本作リリース後にベース担当の赤尾敬文がバンドから脱退したため一風堂は3人編成となり、ライブ活動が困難となったことから活動休止状態となる。
2006年12月20日にはボックス・セット『MAGIC VOX: IPPU‐DO ERA 1979–1984』においてデジタル・リマスタリング版として初CD化された。2013年10月30日には前述のボックス・セットから単体でリリースされる形で、紙ジャケットおよびBlu-spec CD2仕様で再リリースされた。

## ツアー
本作のリリースと前後して、「メタル・ポップ・レヴュー」と題した全国を巡る短期のライブツアーが行われており、8月28日から30日の新宿ロフト公演を皮切りに、9月19日および20日は大阪バーボン・ハウス公演、9月21日および22日は京都磔磔公演、9月26日から28日は福岡80's FACTORY公演がそれぞれ行われた。同ツアーではステージ上にテレビ受信機を設置し、曲によってはミュージック・ビデオのようなイメージ・ビデオを放映する演出が行われた。映像はすべて土屋を中心としたスタッフによる手作りのものであり、「ジャーマン・ロード」ではイントロ部分でカラーリングが点滅し、曲に入った段階からドイツを想起させるような軍隊や風景の映像を使用していたという。また、映画を愛好していた土屋の影響により、映画『2001年宇宙の旅』（1968年）の映像も使用されていた。演出に使用された受信機はすべてスタッフの所有物であり、それぞれが自宅から持ち込んだものであったと当時のマネージャーは述べている。また「ミステリアス・ナイト」では紙を切って製作したコウモリのシルエットを写す演出が行われた。一風堂はライブハウス所有のPAは使用しないという方針があったため、ライブハウス公演の際は常設されているスピーカーをすべて店外に運び出し、バンド側が所有するPAに入れ替えを行っていた。
同年12月から翌1981年1月にかけては「メタル・ポップ・レビュー」のホールツアーを開催、1980年内には東京の九段会館や仙台市民会館小ホール、新潟市公会堂、函館市民会館大ホールにてライブが行われ、年明けには名古屋の雲竜ホールや大阪厚生年金中ホールにてそれぞれ公演が行われた。ホールツアーではメタリックに塗装したマネキンを会場に吊るす演出などが行われた。1980年12月8日には元ビートルズのジョン・レノン殺害事件が発生、これを受けて土屋は追悼の意を込めて急遽「スタンド・バイ・ミー」（1961年）をセットリストに追加することとなった。

## 批評
収録曲である「ジャーマン・ロード」で「アウトバーン」と歌唱する箇所が、前作においてパクリが多いと評論家から指摘されたことへの意趣返しではないかとファンの間で話題になったことに関して、土屋は意図的に皮肉な歌詞にしたわけではなく、ボブ・マーリーを始めとしたレゲエへのリスペクトの意味があったと述べており、コンセプトありきでのアルバム構成はデヴィッド・ボウイから、ドイツでのレコーディングはブライアン・イーノからの影響であることを隠さない土屋に対し、雑誌編集者である田中雄二は「ジェントルな土屋らしい」と肯定的に評価した。また田中は同時期に制作され、ワイマール時代を再現した加藤和彦のアルバム『うたかたのオペラ』（1980年）とは異なり、ボウイのベルリン三部作やクラウトロックからの明確な影響があると主張し、「ジャーマン・ロード」における「アウトバーン」の歌詞や「ミステリアス・ナイト」におけるニューエイジ・ミュージック路線はクラフトワークからの影響であるとしたほか、「NEU! (Chaniging the history)」がクラウス・ディンガーに捧げた曲であることなどを踏まえて、「ドイツ音楽愛溢れる入魂作」であると肯定的に評価した。

## 収録曲
- CD付属の歌詞カードに記載されたクレジットを参照[22]。また、1、6、10曲目はインストゥルメンタルとなっている。

| #         | タイトル                                                                       | 作詞      | 作曲      | 編曲                       | 時間  |
| --------- | ------------------------------------------------------------------------------ | --------- | --------- | -------------------------- | ----- |
| 1.        | 「ジャーマン・ロード」(German Road)                                            |           | 土屋昌巳  | 土屋昌巳                   | 6:02  |
| 2.        | 「BROKEN DUMMIES」(Broken Dummies)                                             | 土屋昌巳  | 土屋昌巳  | 土屋昌巳、見岳章           | 2:46  |
| 3.        | 「ロンリー・パイロット」(Lonely Pilot)                                         | 土屋昌巳  | 土屋昌巳  | 土屋昌巳                   | 3:16  |
| 4.        | 「IN Side/OUT Side」                                                           | 土屋昌巳  | 土屋昌巳  | 土屋昌巳                   | 2:34  |
| 5.        | 「ミステリアス・ナイト～OUT Side/IN Side」(Mysterious Night～OUT Side/IN Side) | 土屋昌巳  | 土屋昌巳  | 土屋昌巳、見岳章～土屋昌巳 | 5:03  |
| 合計時間: | 合計時間:                                                                      | 合計時間: | 合計時間: | 合計時間:                  | 19:41 |

| #         | タイトル                                                                       | 作詞      | 作曲      | 編曲             | 時間  |
| --------- | ------------------------------------------------------------------------------ | --------- | --------- | ---------------- | ----- |
| 6.        | 「HEIDELBURG SYMPHONY」(Heidelburg Symphony)                                   |           | 土屋昌巳  | 土屋昌巳         | 3:13  |
| 7.        | 「FUNK #9 (A present for disco people)」(Funk #9 (A present for disco people)) | 土屋昌巳  | 土屋昌巳  | 土屋昌巳         | 3:03  |
| 8.        | 「NEU! (Chaniging the history)」(Neu! (Chaniging the history))                 | 土屋昌巳  | 土屋昌巳  | 土屋昌巳、見岳章 | 6:14  |
| 9.        | 「HELPLESS SOLDIER」(Helpless Soldier)                                         | 土屋昌巳  | 土屋昌巳  | 土屋昌巳、見岳章 | 6:04  |
| 10.       | 「LUNATIC GUITAR」(Lunatic Guitar)                                             |           | 土屋昌巳  | 土屋昌巳         | 2:20  |
| 合計時間: | 合計時間:                                                                      | 合計時間: | 合計時間: | 合計時間:        | 20:54 |

## スタッフ・クレジット
- CD付属の歌詞カードに記載されたクレジットを参照[22]。

### 一風堂
- 土屋昌巳 – ボーカル、コーラス、ギター、パーカッション、マニュアル・エフェクト
- 見岳章 – キーボード、シンセサイザー、ヴァイオリン、マリンバ
- 藤井章司 – ドラムス、パーカッション
- 赤尾敬文 – ベース

### 録音スタッフ
- 土屋昌巳 – プロデューサー
- トム・ミュラー – エンジニア
- 鈴木良博 – エンジニア
- ハリス・ジョンズ（英語版） – アシスタント・エンジニア、ボイス（1,2,4曲目）
- 高松幹大 – アシスタント・エンジニア
- 深田晃 – アシスタント・エンジニア
- 佐々木章 – アシスタント・エンジニア
- 谷口英二 – カッティング・エンジニア

### 美術スタッフ
- ロイス・グリーンフィールド（英語版） – フロント・カバーフォト
- ギュンター・ラケテ（英語版） – バック・カバーフォト
- 野本卓司 – デザイン

### その他スタッフ
- Drive Music Publisher – マネージメント・オフィス
- クリスタ・ゼントグラフ & CBSドイツスタッフ – スペシャル・サンクス
- ジム・リケテ & フレンズ – スペシャル・サンクス
- Tama Ohta – スペシャル・サンクス
- 郡司常海 – エグゼクティブ・プロデューサー

## リリース日一覧
| No. | リリース日     | レーベル                                 | 規格         | カタログ番号 | 最高順位 | 備考                                                                                | 出典          |
| --- | -------------- | ---------------------------------------- | ------------ | ------------ | -------- | ----------------------------------------------------------------------------------- | ------------- |
| 1   | 1980年9月21日  | EPIC・ソニー                             | LP           | 27-3H-25     | -        |                                                                                     |               |
| 2   | 2006年12月20日 | ソニー・ミュージックダイレクト／GT music | CD           | MHCL-1022    | -        | ボックス・セット『MAGIC VOX: IPPU‐DO ERA 1979–1984』収録 デジタル・リマスタリング盤 | [ 23 ] [ 24 ] |
| 3   | 2013年10月30日 | CSレコード                               | BSCD2        | DYCL-7007    | -        | 2006年リマスター盤、紙ジャケット仕様                                                |               |
| 4   | 2013年11月27日 | ソニー・ミュージックダイレクト           | AAC-LC       | -            | -        | デジタル・ダウンロード                                                              | [ 25 ]        |
| 5   | 2013年11月27日 | ソニー・ミュージックダイレクト           | ロスレスFLAC | -            | -        | デジタル・ダウンロード                                                              | [ 26 ]        |